# 祠 (神道)

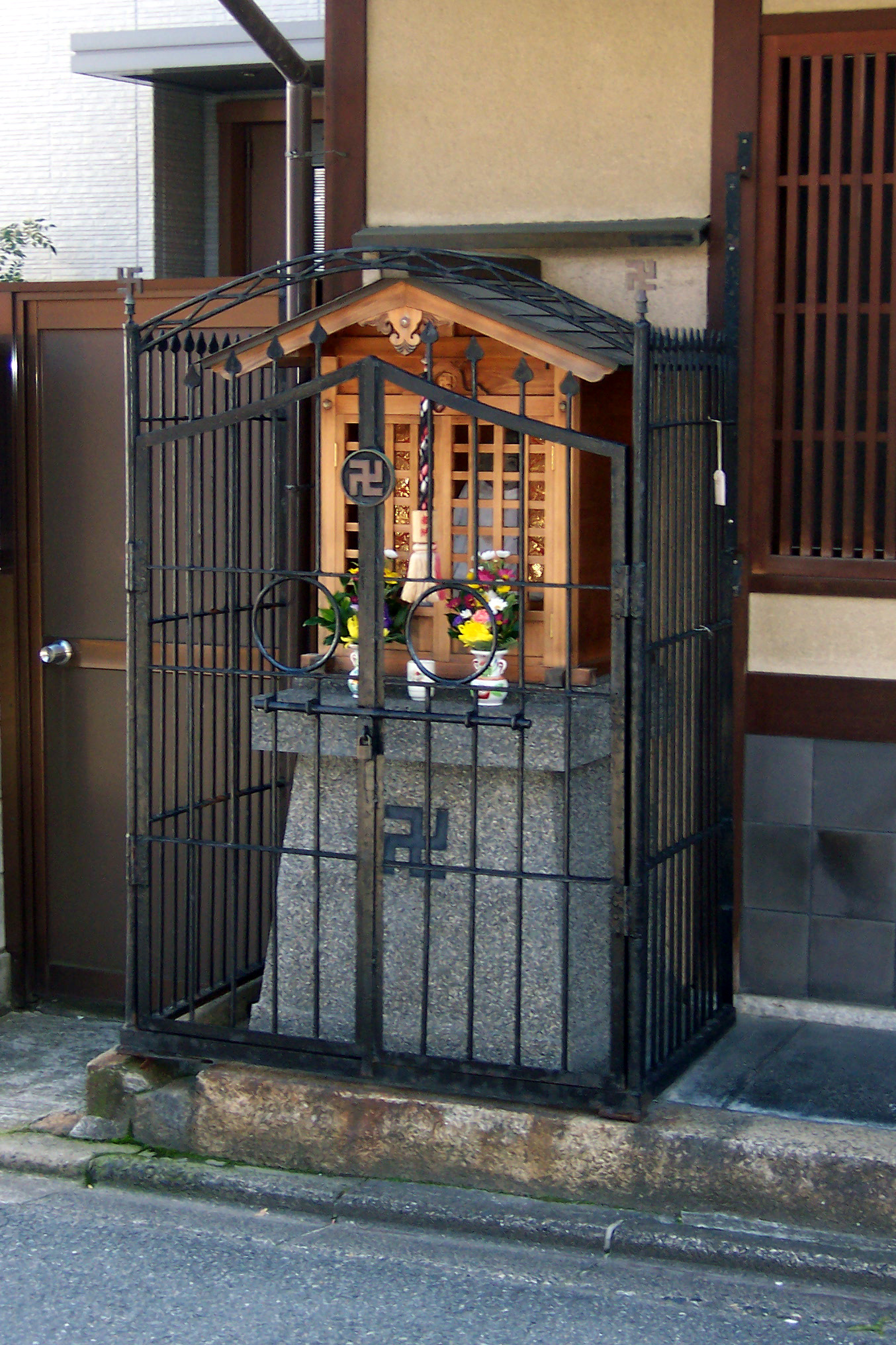
京都市内的一座佛教的祠

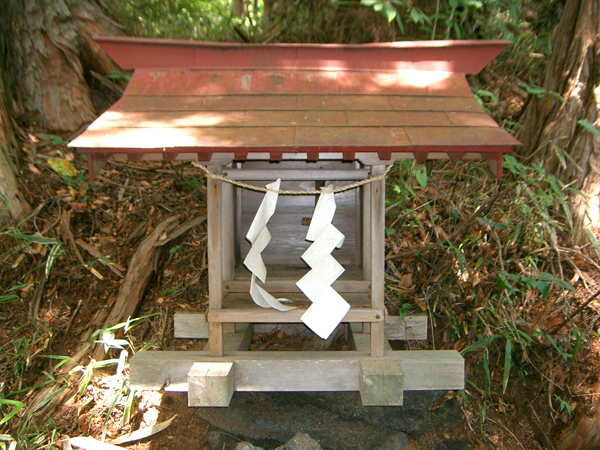
富士山上的供奉御币的祠

祠（日语：／ hokora），或称小祠（／）、小堂（／），是日本神道信仰中用于祭祀神明而修建的小型的神殿。祠由来于自古的神道传统，原本佛教信仰并无此种建筑，但在神佛习合时代，地藏菩萨等由于与道祖神相习合，也成为祠的供奉对象。

## 词源
祠源于／ hokura，即供奉神宝的仓库。

## 形制
与神社不同，祠一般没有鸟居，或者即使有鸟居，其规模也甚小。祠的社殿不仅有木制的（木祠），也有不见于神社社殿的石制材质（石祠），农村地区甚至有每年以秸秆搭建的祠:64。祠的社殿多为切妻造屋顶。社殿正面为两扇对开的门扉，形制如同日本神道、佛教所使用的称为“橱子”的神龛；社殿内部供奉神像、佛像或者作为御神体的石头、御幣等。

## 祭祀
祠所祭祀的神、佛并无一定限制，但供奉地藏菩萨佛像的祠为最多，典型的形式为多见于近畿地区的地藏盆。祠的供奉者主要是附近的居民。

## 设置场所
祠多见于村庄等集落的入口以及十字路口、三岔路口旁等；也常见于深山、海边的绝壁等处。后者带有神道的自然崇拜成分。也有的祠建于曾发生泥石流等自然灾害的地方，也可以提示人此地易发生同类自然灾害。:71
也有一些祠设置于神社境内，由神社管理。:188
私有土地上的祠在财产继承时，作为“庭内神祠”，其所占土地与附属设施免课遗产税。